# Ràmfies
Ràmfies (en llatí Rhamphias, en grec antic Ῥαμφίας), potser el pare de Clearc d'Esparta, va ser un ambaixador espartà, un dels tres ambaixadors enviats a Atenes l'any 432 aC amb les peticions d'Esparta, que exigien la independència de la totalitat dels estats grecs. Es va rebutjar la petició i va esclatar la guerra del Peloponès, segons diu Tucídides.
L'any 422 aC, va dirigir, amb dos col·legues, una força de 900 homes que va anar a reforçar a Bràsides a Tràcia, però en passar per Tessàlia va trobar resistència i quan va saber la mort del general a Amfípolis, va retornar a Esparta.